# Сестобол
Сестобол (на испански: Cestoball) е колективна игра с топка, зародила се в края на XIX век.
За основател на спорта се счита професор Енрике Ромеро Брест, наричан още „бащата на аржентинското физическо възпитание“. Първите правила на играта са съставени през 1897 година..
Правилата на играта са много близки до тези на нетбола. Играят се 2 полувремена по 20 минути от 2 отбора по 6 играчи от всеки отбор.